# Bohumil Kulínský
Bohumil Kulínský mladší (5. května 1959 Praha – 15. září 2018 Praha) byl český dirigent a sbormistr, v letech 1977–2004 vedoucí dětského pěveckého sboru Bambini di Praga. V listopadu 2004 byl zatčen kvůli pohlavnímu zneužívání nezletilých sboristek a v lednu 2009 byl odsouzen k 5,5 rokům vězení. V červnu 2011 byl po výkonu poloviny trestu podmínečně propuštěn na svobodu.

## Život a kariéra

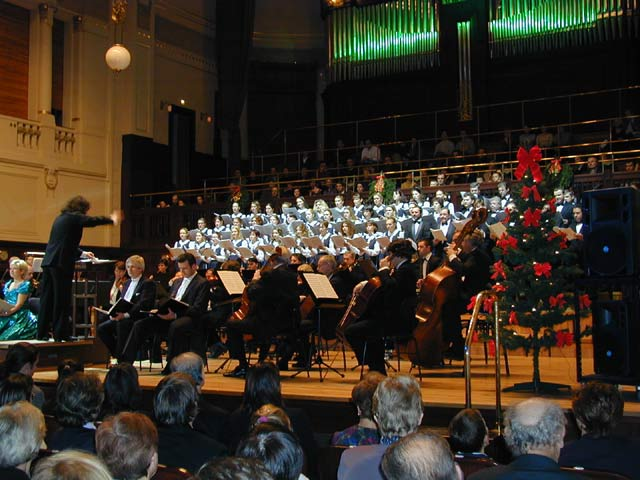
Koncert Bambini di Praga v Obecním domě ještě pod taktovkou sbormistra Kulínského

Oba jeho rodiče, Blanka a Bohumil Kulínský, se profesně zabývali sborovým zpěvem, v roce 1973 společně založili dětský pěvecký sbor Bambini di Praga. Bohumil Kulínský mladší se stal v šestnácti nebo sedmnácti letech sbormistrem sboru Bimbi di Praga pro nejmenší děti a v osmnácti letech (1977) i sbormistrem hlavního sboru. Roku 1990 založil při souboru soukromou školu sborového zpěvu.
Vystudoval dirigování na Pražské konzervatoři (žákem J. Kasala, absolvoval 1981) a na Janáčkově akademii múzických umění v Brně (žákem F. Jílka a O. Trhlíka, absolvoval 1987).
Dirigoval mnohá hudební tělesa, například Komorní filharmonii Pardubice (stálým dirigentem od roku 1986, šéfdirigentem v sezóně 1989/90), Symfonický orchestr hlavního města Prahy FOK (spolupráce od roku 1984), Orchestr opery Národního divadla v Praze (šéfdirigentem v letech 1997–2002). Krátkou dobu dirigoval i některé zahraniční orchestry: od roku 1995 pravidelně hostoval v Japonsku (například Tokyo Philharmonic Orchestra), od roku 1997 u Symfonického orchestru Bavorského rozhlasu (Symphonieorchester des Bayerischen Rundfunks) v Mnichově aj.
Žil v Praze. Byl dvakrát ženatý: první ženu Margitu (* 1966/7), znovu provdanou Losovou, poznal v Bambini di Praga a vztah s ní měl od počátku 80. let; rozvedla se s ním po roce 1995. Roku 1998 si vzal další bývalou členku sboru Lindu Vágnerovou (* červenec 1975), s níž měl vztah od jejích 16 let; na podzim 2006 se rozvedli a ona se vdala za zpěváka Michala Hrůzu, s nímž měla v únoru 2007 dceru.
V prosinci 2005 Obvodní soud pro Prahu 1 v občanskoprávním řízení rozhodl, že Kulínský musí zaplatit dlužný nájem 620 tisíc Kč za pronájem školy pro účely sboru, proti čemuž se Kulínský odvolal. Spor vznikl kvůli náhlému zvýšení plateb školou v roce 2000 a Kulínský tvrdil, že na tyto podmínky přistoupil pod nátlakem.

## Trestní stíhání
Dne 25. listopadu 2004 byl Bohumil Kulínský zatčen pro pohlavní zneužívání nezletilých sboristek počátkem 90. let; obvinění bylo během vyšetřování rozšířeno na 49 případů v letech 1984–2004. Případ vyvolával velký zájem médií a veřejnosti. Kulínského obhájcem byl Tomáš Sokol. Do 1. července 2005 (celkem 219 dní) byl Kulínský ve vazbě. V případě dvou dívek ho Krajský soud v Hradci Králové opakovaně osvobodil (v srpnu 2006 a květnu 2007); oba rozsudky po odvolání zrušil Vrchní soud v Praze (v prosinci 2006 a červenci 2007). Ostatních 47 případů kvůli průtahům a rozdělení kauzy nebylo během té doby soudně projednáno, nakonec byly sloučeny s prvními dvěma do společného hlavního líčení, probíhajícího opět u hradeckého krajského soudu od 29. října 2007. Horní hranice trestní sazby činí 12 let; – státní zástupce žádal 8 a půl.
Dne 23. dubna 2008 byl Kulínský odsouzen za pohlavní zneužívání 23 dívek a útisk 19 (v 9 případech byl zproštěn obžaloby) k odnětí svobody na 3 roky podmíněně na 5 let a zákazu pedagogické činnosti s dětmi na 10 let. Obě strany se odvolaly. Odvolací soud v lednu 2009 uložil Bohumilu Kulínskému 5,5 roku vězení za zneužívání nezletilých sboristek. Vyhověl tak žalobě a bývalému sbormistrovi Bambini di Praga zpřísnil původní tříletou podmínku.
Po propuštění z vazby se Kulínskému nějakou dobu nedařilo najít místo dirigenta v žádném jiném tělese. Od r. 2006 byl druhým sbormistrem Pražského filharmonického sboru, krátce archivářem partitur v Pražské komorní filharmonii. Pro Bambini di Praga pracoval na dálku jako dramaturg a manažer, kontakt se sboristkami měl zakázán. Před dubnem 2007 opustil místo archiváře v PKF a začal pracovat jako asistent kamery dokumentaristky Olgy Špátové, s níž měl krátký vztah, a Olgy Sommerové.
Od června 2007 Kulínský pracoval jako řidič taxislužby pro firmu Sedop v. o. s. Její spolumajitel Petr Vyčítal sice uvedl, že „pro nás pracuje na živnostenský list“, ale ten Kulínský má pouze na činnosti spojené s Bambini di Praga.
V březnu 2008 vydal Kulínský knihu vzpomínek Volný pád (spoluautorka Jitka Škápíková), v níž se zabývá i svým stíháním a zveřejňuje řadu dopisů, jež psal manželce z vazby.
Dne 6. dubna 2009 nastoupil Kulínský do vězení, kde si odpykal polovinu 5,5letého trestu. Podle tvrzení České televize plánoval za mřížemi založit pěvecký sbor, což se mu však nepodařilo realizovat. 21. června 2011 vyhověl Obvodní soud pro Prahu 6 Kulínského žádosti o podmíněné propuštění na svobodu po výkonu poloviny uloženého trestu.

## Po propuštění
Týden po Kulínského návratu na svobodu sbor Bambini di Praga (který zatím vedla jeho matka Blanka) ukončil svou činnost. Důvody nebyly oficiálně zveřejněny, hovořilo se o neúspěších náboru nových členů pod vlivem Kulínského aféry.
Roku 2018 Bohumil Kulínský ve svých 59 letech zemřel na selhání ledvin.